# Slingsby T.18 Hengist
Le Slingsby Hengist était un planeur militaire britannique, conçu pendant les années 1940 par le constructeur de planeurs Slingsby Sailplanes, Ltd.. Comme les autres planeurs transporteurs de troupes britanniques de la Seconde Guerre mondiale, il fut nommé d'après un nom de militaire célèbre commençant par la lettre « H », en l'occurrence l'envahisseur jute Hengist.

## Conception et développement
L'emploi de planeurs d'assaut par les Britanniques fut quelque-peu « encouragé » (« précipité » serait un terme plus approprié) par l'utilisation de la part des Allemands du planeur de transport DFS 230, qui fut utilisé pour la première fois en mai 1940 pour déposer des troupes d'assaut sur le fort d'Ében-Émael, en Belgique,. Leur avantage sur les techniques de parachutage classiques résidait dans la précision des atterrissages, alors que lorsqu'ils étaient parachutés, les soldats avaient généralement tendance à être assez dispersés au moment de toucher le sol.
Le Slingsby T.18 Hengist fut conçu par John « Jack » Frost. Il s'agissait d'un planeur à quinze places, conçu pour répondre à la Specification X.25/40 publiée par le Ministère de l'Air britannique (en anglais : « Air Ministry ») en février 1941. Cette spécification fut publiée au cas où des avions remorqueurs assez puissants ne seraient pas disponibles pour le Horsa, un planeur plus gros et plus lourd. Quatre prototypes furent commandés à la fin de l'année 1940, le premier effectuant son premier vol en janvier 1942, remorqué par un Armstrong Whitworth Whitley.
Un total de quatorze Hengist Mk.I de production furent livrés à la Royal Air Force (RAF), entre février 1943 et mars 1944. L'une des caractéristiques de conception particulières de Frost fut d'équiper le Hengist d'un sac en caoutchouc en guise de système d'atterrissage. Un train d'atterrissage renforcé fut installé sur les appareils de production, alors désignés Mk.III, mais ce nom ne fut pas transmis à la RAF.
Le Hengist avait une apparence distinctive, avec des surfaces supérieure et inférieure arrondies et des flancs de fuselage plats.

## Carrière opérationnelle
Deux Hengist Mk.I furent livrés à l'unité d'entraînement des pilotes de planeurs (Glider Pilots' Exercise Unit), tandis que les autres furent envoyés vers des unités expérimentales ou restèrent en stockage. La production fut arrêtée quand les Waco CG-4 — renommés Hadrian en service britannique — devinrent disponibles, sous les directives du programme de prêt-bail.
Étant conçu comme plan de secours, il ne vit aucun service opérationnel et fut retiré du service en 1946.

## Caractéristiques (Hengist Mk.I)
Données de Slingsby Sailplanes, British Gliders and Sailplanes 1922–1970.
Caractéristiques générales
- Équipage : 1 pilote
- Capacité : 14 passagers
- Longueur : 17,22 m
- Envergure : 24,38 m
- Surface alaire : 72,46 m2
- Ratio d'aspect : 8,2
- Profil : NACA 2415 (racine), NACA 4412 (extrémité)
- Masse à vide : 2 100 kg
- Masse typique : 3 788 kg
- Finesse : 41 : 1

 Performances 
- Vitesse de décrochage : 77 km/h
- Vitesse de remorquage : 209 km/h
- Charge alaire : 52,3 kg/m2